# Michael Tarnat
Michael Tarnat (27 de octubre de 1969), es un ex-futbolista alemán, se desempeñaba como lateral izquierdo y su último club fue el Hannover 96.
En 2009, tras su retirada, se convirtió en ojeador de jóvenes promesas para el Bayern de Múnich.

## Clubes
| Club             | País       | Año       |
| ---------------- | ---------- | --------- |
| MSV Duisburgo    | Alemania   | 1990-1994 |
| Karlsruher SC    | Alemania   | 1994-1997 |
| Bayern de Múnich | Alemania   | 1997-2003 |
| Manchester City  | Inglaterra | 2003-2004 |
| Hannover 96      | Alemania   | 2004-2009 |

## Palmarés
FC Bayern de Múnich
- Bundesliga: 1998-99, 1999-00, 2000-01, 2002-03
- Copa de Alemania: 1998, 2000, 2003
- Copa de la Liga de Alemania: 1997, 1998, 1999, 2000
- UEFA Champions League: 2001
- Copa Intercontinental: 2001